# Irklíyevskaya
Irklíyevskaya (del ruso: Иркли́евская) es una stanitsa del raión de Výselki del krai de Krasnodar, en Rusia. Está situada en las llanuras de Kubán-Priazov, en la confluencia de los ríos Chórnaya y Rybnaya, que dan origen al río Beisuzhok Derecho (tributario del Beisug), 33 km al norte de Výselki y 102 km al nordeste de Krasnodar, la capital del krai. Tenía 3 300 habitantes en 2010
Es cabeza del municipio Irklíyevskoye, al que pertenecen asimismo Bálkovskaya y Pamiat Lénina.

## Historia
La localidad fue fundada en 1792 como uno de los primeros cuarenta asentamientos de los cosacos del Mar Negro en las tierras del Kubán. Fue denominada por Irklíyiv en el óblast de Cherkasy, a orillas del Dniéper, en Ucrania.

## Composición étnica
De los 3 029 habitantes que tenía en 2002, el 95,8 % era de etnia rusa, el 1,1 % era de etnia ucraniana, el 0,8 % era de etnia bielorrusa, el 0.5 % era de etnia armenia, el 0.2 % era de etnia georgiana, el 0.2% era de etnia azerí, el 0.2 % era de etnia alemana, el 0.1 % era de etnia adigué, el 0.1 % era  de etnia turca y el 0.1 % era de etnia tártara.

## Transporte
La carretera federal M4 Don Moscú-Novorosisk pasa por la localidad. La estación de ferrocarril más cercana es la de Beisug.